# Scytodes tyaia
Scytodes tyaia là một loài nhện trong họ Scytodidae.
Loài này thuộc chi Scytodes. Scytodes tyaia được miêu tả năm 2009 bởi Rheims & Antonio D. Brescovit.